# Sa'ar Fadida
Sa'ar Fadida (in ebraico סער פדידה‎?; 4 gennaio 1997) è un calciatore israeliano, centrocampista del Maccabi Bnei Reineh.

## Carriera
Cresciuto nel settore giovanile dell'Hapoel Haifa, ha esordito in prima squadra il 29 ottobre 2016 disputando l'incontro di Ligat ha'Al perso 2-1 contro il Bnei Sakhnin.

## Statistiche

### Presenze e reti nei club
Statistiche aggiornate al 28 marzo 2022.
| Stagione        | Squadra          | Campionato      | Campionato | Campionato | Coppe nazionali | Coppe nazionali | Coppe nazionali | Coppe continentali | Coppe continentali | Coppe continentali | Altre coppe | Altre coppe | Altre coppe | Totale | Totale |
| Stagione        | Squadra          | Comp            | Pres       | Reti       | Comp            | Pres            | Reti            | Comp               | Pres               | Reti               | Comp        | Pres        | Reti        | Pres   | Reti   |
| --------------- | ---------------- | --------------- | ---------- | ---------- | --------------- | --------------- | --------------- | ------------------ | ------------------ | ------------------ | ----------- | ----------- | ----------- | ------ | ------ |
| 2016-2017       | Hapoel Haifa     | LHA             | 5+1        | 0          | CI+TC           | 0+6             | 0               |                    | -                  | -                  |             | -           | -           | 12     | 0      |
| 2017-2018       | Hapoel Haifa     | LHA             | 4+2        | 0          | CI+TC           | 2+1             | 0               |                    | -                  | -                  |             | -           | -           | 9      | 0      |
| 2018-2019       | H. Rishon LeZion | LL              | 10         | 0          | CI              | 0               | 0               |                    | -                  | -                  |             | -           | -           | 10     | 0      |
| 2019-2020       | Hapoel Haifa     | LHA             | 12+9       | 2+0        | CI+TC           | 3+1             | 0               |                    | -                  | -                  |             | -           | -           | 25     | 2      |
| 2020-2021       | Hapoel Haifa     | LHA             | 25+6       | 1+0        | CI+TC           | 1+4             | 0               |                    | -                  | -                  |             | -           | -           | 36     | 1      |
| 2021-2022       | Hapoel Haifa     | LHA             | 23         | 0          | CI+TC           | 4+5             | 0+1             |                    | -                  | -                  |             | -           | -           | 32     | 1      |
| Totale carriera | Totale carriera  | Totale carriera | 97         | 3          |                 | 27              | 1               |                    | -                  | -                  |             | -           | -           | 124    | 4      |

## Palmarès

### Club

#### Competizioni nazionali
- Coppa d'Israele: 1

Hapoel Haifa: 2017-2018